# Шевченко, Прасковья Андреевна
Прасковья Андреевна Шевченко (1887—1983) — советский учёный в области педагогики, организатор образования. Член-корреспондент АПН СССР (1950). Заслуженный учитель школы РСФСР (1955).

## Биография
Родилась 8 ноября 1887 года в Петербурге.
С 1906 по 1911 год обучалась на историко-литературном факультете Петроградского высшего педагогического института. С 1911 по 1918 год на педагогической работе в Петербурге — Петрограде в  Константиновской женской гимназии и Городском училищном доме имени А. С. Пушкина в должности преподавателя русского языка. 
С 1918 по 1959 год на педагогической работе в Москве в различных средних образовательных общеобразовательных учреждениях в должности учителя  русского языка и литературы. В 1950 году П. Шевченко была избрана член-корреспондентом АПН СССР.
Основная научно-педагогическая деятельность Прасковьи Шевченко была связана с вопросами в области развития речи учащихся на уроках литературного чтения. Являлась автором хрестоматийного учебника для 6-го класса средней школы «Родная литература» издававшееся с 1939 по 1968 год, а так же автором учебника «Русская литература», многочисленно переизданная. Основные произведения: «Развитие речи на уроках литературного чтения в 6 классе» (1957),  «Развитие речи учащихся 5 — 8 классов» (1963), «Родная литература. Учебные материалы для 6 класса» (1966).
В 1955 году Указом Президиума Верховного Совета РСФСР «За заслуги в педагогической деятельности» Прасковья Шевченко была удостоена почётного звания Заслуженный учитель школы РСФСР. За заслуги в области педагогики Указом Президиума Верховного Совета СССР была награждена Орденом Ленина.
Скончалась 8 ноября 1983 года в Москве на 97-м году жизни.

## Награды
Основной источник:
- Орден Ленина
- Заслуженный учитель школы РСФСР (1955)